# Cyril Dean Darlington
Cyril Dean Darlington, C. D. Darlington (ur. 19 grudnia 1903 w Chorley, Lancashire, Anglia, zm. 26 marca 1981), biolog brytyjski
Jego badania nad chromosomami wpłynęły na ukształtowanie się zasadniczych koncepcji mechanizmów dziedziczenia, leżących u podstaw ewolucji gatunków rozmnażających się płciowo. Prowadził badania zmierzające do wyjaśnienia zachowania się chromosomów w czasie tworzenia gamet (mejozy). Opierając się na pracy Thomasa Hunta Morgana, dowodzącej, że części chromosomów homologicznych rekombinują, tj. ulegają wymianie w trakcie mejozy, Darlington sformułował teorię ewolucji, w której główną zmienną określającą cechy dziedziczone przez następne pokolenie była rekombinacja.